# Акт про чипи
Акт про чипи́, також відомий як Акт про мікросхе́ми (іноді Європе́йський акт про чипи́, ЄАЧ; англ. European Chips Act, ECA) — регламент Європейського Союзу метою якого є заохочення виробництва напівпровідників у Європейському Союзі.
Акт вперше було анонсовано в лютому 2022 року, через який Європейська комісія мала намір відвоювати частку ринку в домінуючої компанії з виробництва напівпровідників Тайваню і зменшити ризики ланцюга постачання для Європи. За словами президентки Європейської комісії Урсули фон дер Ляєн, акт є частиною інвестиційного плану «Чипи для Європи», який розрахований принаймні на 2030 рік і спрямований на те, щоб утвердити Європу як «лідера на цьому ринку». Пропозиція має три «стовпи»:
1. Дослідження, розробки та інновації;
2. Звільнення від державної допомоги, що охоплює виробництво напівпровідників, і
3. заходи для моніторингу ланцюга постачання та втручання, якщо це необхідно.[4]

Станом на 2022 рік на Європу припадає менше 10% виробництва напівпровідників у всьому світі, і Європейська комісія сподівається збільшити цю цифру до 20%, інвестувавши 43 мільярди євро.
Навесні 2023 року було досягнуто політичну угоду, а Акт про чипи (Регламент (ЄС) 2023/1781 Європейського парламенту та Ради від 13 вересня 2023 року встановлює рамки заходів для зміцнення європейської напівпровідникової екосистеми та вносить зміни до Регламенту (ЄС) 2021/694) було опубліковано в Офіційному віснику Європейського Союзу 18 вересня 2023 року.

## Критика
Асоціація ініціативи з торговим протекціонізмом була піддана критиці деякими авторами.
Дехто стверджує, що його обсяг у 42 мільярди євро є порівняно невеликим порівняно з зусиллями США, які вони докладають у рамках Закону про науку і технології (CHIPS) (CHIPS) та Закону про зниження інфляції (76 мільярдів доларів США). Він також не вирішує проблеми ланцюжка поставок сировини для виробництва мікросхем.

## Приклади проєктів
У жовтні 2022 року Європейський Союз підтримав франко-італійську компанію STMicroelectronics у будівництві заводу з виробництва пластин карбіду кремнію в Катанії, виділивши 293 мільйони євро через Фонд відновлення та стійкости, який буде завершено у 2026 році, відповідно до Акту про чипи.
Станом на 2023 рік, Infineon, найбільший німецький виробник мікросхем, планував побудувати два заводи в Дрездені за 5 мільярдів євро і сподівався на субсидію в розмірі 1 мільярда євро.